# Sardón de Duero
Sardón de Duero é um município da Espanha na província de Valladolid, comunidade autónoma de Castela e Leão, de área 19,71 km² com população de 703 habitantes (2007) e densidade populacional de 33,89 hab/km².

## Demografia
| Variação demográfica do município entre 1991 e 2004 | Variação demográfica do município entre 1991 e 2004 | Variação demográfica do município entre 1991 e 2004 | Variação demográfica do município entre 1991 e 2004 |
| --------------------------------------------------- | --------------------------------------------------- | --------------------------------------------------- | --------------------------------------------------- |
| 1991                                                | 1996                                                | 2001                                                | 2004                                                |
| 665                                                 | 647                                                 | 637                                                 | 668                                                 |